# Giulia Imperio
Giulia Imperio (Grottaglie, 7 de diciembre de 2001) es una deportista italiana que compite en halterofilia. Ganó dos medallas en el Campeonato Europeo de Halterofilia, en los años 2022 y 2023, ambas en la categoría de 49 kg.

## Palmarés internacional
| Campeonato Europeo | Campeonato Europeo | Campeonato Europeo | Campeonato Europeo |
| Año                | Lugar              | Medalla            | Categoría          |
| ------------------ | ------------------ | ------------------ | ------------------ |
| 2022               | Tirana (Albania)   | Medalla de oro     | 49 kg              |
| 2023               | Ereván (Armenia)   | Medalla de plata   | 49 kg              |